# Schwarzkehl-Ameisenwürger
Der Schwarzkehl-Ameisenwürger (Frederickena viridis) ist eine Vogelart aus der Familie der Ameisenvögel. Er kommt im Bergland von Guayana und im angrenzenden Nordbrasilien vor. Sein natürlicher Lebensraum sind subtropische oder tropische feuchte Tieflandwälder.

## Merkmale
Der Schwarzkehl-Ameisenwürger erreicht eine Körperlänge von 19 bis 20 Zentimeter bei einem Gewicht von 65 bis 75 Gramm. Das Männchen ist schiefergrau mit einem schwarzen Kopf und einer ebenfalls schwarzen Kehle und Brust sowie schwache weiße Balken am Schwanz. Bei den Weibchen sind der Kamm, der Nacken, der Rücken und die Flügel rotbraun, die Kopfseiten, die Bauchseite und der Schwanz sind schwarzbraun und blass sandfarben bis weiß gestreift, die Flanken sind rötlich gefärbt. Beide Geschlechter haben einen kräftigen Schnabel und einen deutlichen Federkamm.
Der Gesang besteht aus Serien von sechs bis 15, meist 10 bis 11, langen und gebeugten Pfiffen, die so eng aufeinander folgen, dass sie fast zusammenlaufen. Die Anfangstöne sind dabei oft am leisesten. Der Ruf ist ein eine Sekunde langer nasaler und gebeugter 'Churr'-Ruf.

## Verbreitung
Der Schwarzkehl-Ameisenwürger kommt in Südamerika im Bergland von Guayana und im angrenzenden Nordbrasilien und im Südosten von Venezuela im Bundesstaat Bolívar vor. In Brasilien ist er im Bereich des nördlichen Amazonas und im Osten des unteren Rio Negro sowie des oberen Rio Branco bis zum Rio Amapá.

## Lebensweise
Die Vögel leben im Gebüsch und Unterholz der immergrünen Tieflandwälder des nördlichen Amazonasgebietes und sind bis in Höhen von etwa 700 Metern anzutreffen. In Habitaten mit sandigem Boden kommen sie wahrscheinlich häufiger vor als bei anderen Bodentypen. Zudem bevorzugen sie dichtere Vegetation mit lichteren Bereichen im Primärwald und sind auch in Baumhöhlen anzutreffen.
Über die Lebensweise liegen nur begrenzte Angaben vor. Sie ernähren sich vor allem von Insekten und anderen wirbellosen Tieren. Zum Beutespektrum gehören dabei vor allem Blatthorn- und andere Käfer, Ameisen, Schmetterlingsraupen und Spinnen. Sie suchen ihre Beute allein oder in Paaren in oder unter der Vegetation. Dabei bewegen sie sich hüpfend fort und verharren, um ihre Beute zu suchen, um dann mit einer schnellen Stichbewegung des Schnabels nach oben oder unten die Beute von den Pflanzen zu packen. Zudem können sie am Boden nach Beute suchen, indem sie herumliegende Blätter wenden, oder sie suchen Totholz nach Beute ab. In Brasilien konnte zudem ein Individuum beobachtet werden, dass einen Schwarm von Wanderameisen (Eciton burchelli) verfolgte und dabei nach Beute Ausschau hielt. Es beobachtete den Schwarm aus dem Unterholz und suchte dabei den Boden nach aufgeschreckten Insekten ab, zudem verjagte es einen ebenfalls jagenden Rostkehl-Ameisenvogel (Gymnopithys rufigula).
Das Paarungs- und Brutverhalten ist bei dem Schwarzkehl-Ameisenwürger weitgehend unbekannt. Für Suriname wird eine Brutzeit von März bis Oktober angegeben und es wurde ein einzelnes Nest beschrieben, das als offener Korb in einer Astgabelung eines niedrigen Gebüschs gebaut wurde. Das Gelege bestand aus zwei cremeweißen Eiern mit violetten Haarlinien und ein paar ebenfalls violetten Flecken.

## Systematik
Der Schwarzkehl-Ameisenwürger ist eine Art der Gattung Frederickena innerhalb der Ameisenvögel (Thamnophilidae). Die wissenschaftliche Erstbeschreibung stammt von Louis Pierre Vieillot aus dem Jahr 1816. Innerhalb der Art werden keine Unterarten unterschieden.

## Bedrohung und Schutz
Der Schwarzkehl-Ameisenwürger wird aufgrund des großen Verbreitungsgebietes von der International Union for Conservation of Nature (IUCN) als nicht gefährdet („least concern“) eingestuft. Die Bestandsgröße ist nicht genau bekannt, er wird jedoch in der Regel als nicht häufig beschrieben. Obwohl der Bestandstrend rückläufig zu sein scheint, wird der Rückgang nicht als bestandsgefährdend angesehen. Es wird jedoch davon ausgegangen, dass diese Art in den nächsten 16 Jahren rund 10 Prozent seines nutzbaren Lebensraumes verlieren wird, angesichts der Anfälligkeit der Art für Fragmentierungs- und Randeffekte wird dabei ein Rückgang der Bestände um bis zu 25 % über drei Generationen erwartet.

## Belege
1. 1 2 3 4 5 6 7 8  Kevin Zimmer, Morton L. Isler: Black-throated Antshrike, Frederickena viridis auf Birds of the World, 4. März 2020; abgerufen am 14. Februar 2021. doi:10.2173/bow.bltant3.01
2. ↑  Frederickena viridis in der Roten Liste gefährdeter Arten der IUCN 2016. Eingestellt von: BirdLife International, 2016. Abgerufen am 14. Februar 2021.